# Русский рок
Русский рок — направление рок-музыки, зародившееся в СССР в 1960-е годы под влиянием западной рок-музыки и бардовской песни и развивавшееся как за счёт самодеятельных коллективов, так и за счёт официальных ВИА. Своего расцвета русский рок достиг в 1980-е, благодаря ослаблению цензуры в СССР. В этот период были созданы рок-клубы, появились и приобрели популярность такие группы, как «Кино», «Алиса», «ДДТ», «Ария», «Браво», «Nautilus Pompilius», «Чайф», «Гражданская оборона», «АукцЫон», а уже известные, например, «Аквариум» и «Машина Времени», начали издавать альбомы официально.
Русский рок XX века часто рассматривают как единое культурное движение, имеющее некоторые общие музыкальные, эстетические и идейные черты. Характерной особенностью русского рока был акцент на текстах песен, также русский рок стал символом молодёжи эпохи перестройки. В XXI веке в России существуют практически все жанры рок-музыки, из-за чего «русский рок» стал более размытым понятием.

## История

### 1960-е. Зарождение

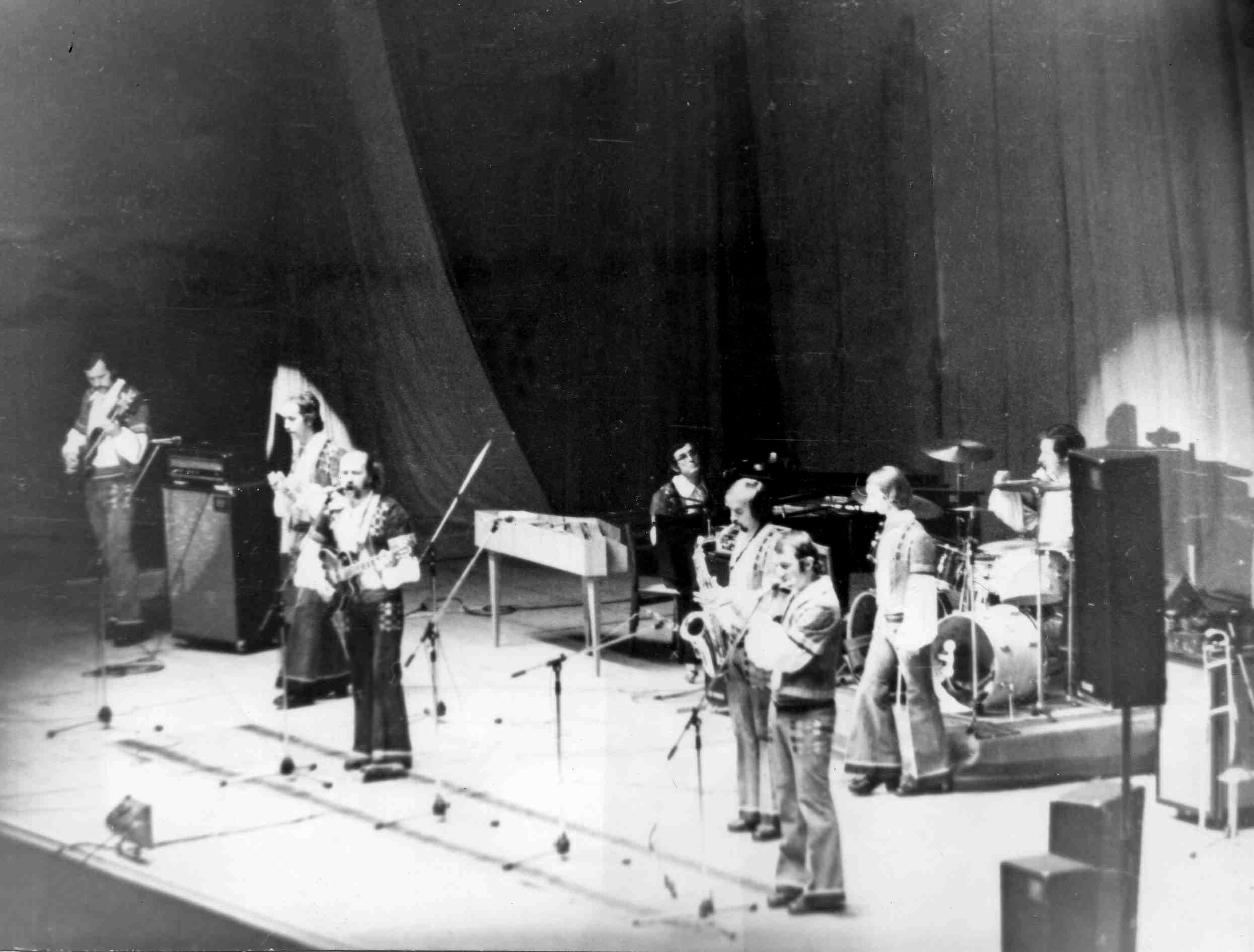
«Песняры», популярный белорусский ВИА, исполнявший фолк-рок, основан в 1969 году

Рок в СССР появился в 1960-е годы. К середине 1960-х в Москве и Ленинграде сформировались бит-группы, на первых порах исполнявшие кавер-версии зарубежных хитов. Среди этих групп были такие звёзды московского рока 1960-х как «Сокол», «Скифы», «Скоморохи» и англоязычные «Славяне» (группы Александра Градского), «Лесные братья» (Ленинград). Уже в 1965 году группа «Сокол» сочинила первую песню на русском языке.
В 1962 году школьники Бари Алибасов и Михаил Арапов создали джаз-квинтет, который в 1965 году трансформировался в бит-квартет «Интеграл», где исполнялась джазовая музыка и композиции в стиле The Shadows и The Swinging Blue Jeans, сочинялись собственные твисты и рок-н-роллы..
С широким распространением битломании практически в каждой школе создавалась своя рок-группа. Многие из этих коллективов потом стали главными лицами сцены 1970-х («Рубиновая атака», «Аргонавты», «Удачное приобретение», «Машина времени»). Развитие бит-сцены привело к созданию первого рок-клуба «КМ» (по названию кафе-мороженого, в здании которого он находился).
Однако музыканты независимых бит-групп сталкивались с двумя проблемами, ограничивавшими их деятельность. Первая состояла в недоступности студий звукозаписи, поэтому до настоящего времени дошло очень мало записей групп 1960-х. Среди них можно выделить записи группы «Скифы», использовавшей разнообразные звуковые эффекты (по мнению основателя американской фирмы «Electro-Harmonics», производящей подобные эффекты, изобретения группы «Скифы» по своим возможностям опережали западный рынок на несколько лет, в чём и состоит уникальность звучания этой группы), и группу «Сокол», которая сделала в 1968 году единственную сохранившуюся запись своего творчества — саундтрек к мультфильму Ф. Хитрука «Фильм, фильм, фильм». Вторая проблема состояла в том, что после завершения высшего образования музыканты бывших независимых групп были вынуждены делать выбор: уйти работать по специальности или вступить в профессиональный коллектив, которым на тот момент являлся ВИА (вокально-инструментальный ансамбль).
Бит-движение также развивалось и в провинции. 1 января 1966 года в Харькове местными рок-группами был проведён первый сейшн в Доме культуры железнодорожников. В том же году Сергей Коротков выпустил самиздатовский журнал «Бит-Эхо», который стал первым отечественным рок-н-ролльным журналом.
18 декабря 1966 года в Каменске-Уральском Свердловской области прошёл первый в стране рок-фестиваль, организованный лидером местной бит-группы «Месяцевики» Владимиром Прокиным. В фестивале приняло участие четыре каменских группы.

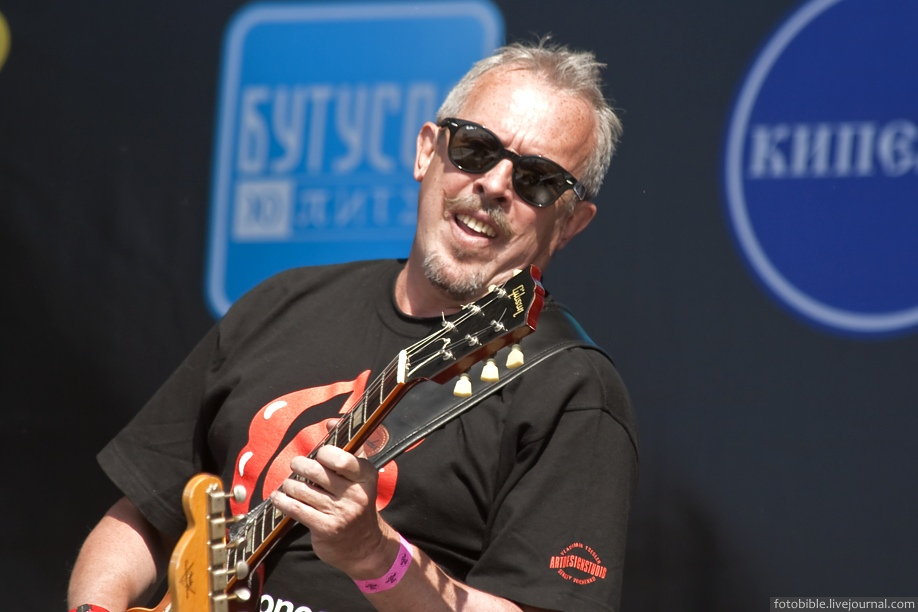
Андрей Макаревич основал рок-группу «Машина времени» в 1969 году. Группа существует более 50 лет

9 мая 1969 года в Ростове-на-Дону, на Левбердоне, был проведён рок-фестиваль, впоследствии известный как «Вудсток-на-Дону». В фестивале приняли участие четыре ростовские рок-группы: «Утренняя Роса», «Малыш и братья», «Корда» и «Неудачники».
Для московского рока ключевым фестивальным событием являлся Ереванский фестиваль, ежегодно проходивший в 1968—1972 годах и собиравший самые крупные московские коллективы.
После распада большинства самых известных команд 1960-х или выезда за рубеж многих их членов, рок-музыка продолжала развиваться за счёт более молодого поколения. В 1972 году московская группа «Оловянные солдатики» записала магнитоальбом «Рассуждения». Позднее «Оловянные солдатики» стали известны тем, что записали песню для мультфильма «Ну, погоди!» — «У попа была собака».
Родоначальником ленинградской магнитоальбомной истории считается Юрий Морозов (1973), о чём сказано в книге Александра Кушнира «100 магнитоальбомов советского рока», где работы Морозова ошибочно названы также и первыми альбомами советского рока в принципе (это не так, поскольку на год раньше это сделали «Оловянные солдатики», а ещё в 1969 году это пытались сделать «Скифы»). Среди записей ленинградских групп первенство принадлежит сохранившимся в хорошем качестве записям бит-группы «Садко», включавшим кавер-версии и собственные песни на русском языке, сделанным ранее опытов Морозова, — в конце 1960-х годов.

### 1970-е годы. Распространение
Параллельно независимой рок-сцене существовала официальная (и от того более известная) сцена советских вокально-инструментальных ансамблей, ставших символом 1970-х в советском роке также, как прогрессив и арт-рок. Бывшие веянием времени, многие ВИА исполняли музыку, близкую к року (например, «Песняры», «Ариэль», «Цветы», «Поющие гитары»), что не удивительно, ведь в то время в них играли иногда полными составами бывшие звёзды рока 1960-х. Некоторые советские композиторы — Д. Тухманов, Ю. Антонов, — старались совместить традиции эстрадной песни с современными музыкальными идеями, идущими в том числе из западной рок-музыки.
Несмотря на то, что репертуар ВИА проходил утверждение на худсоветах, состоящих из консервативных пожилых политработников, в начале 1970-х на пластинках-миньонах выходили кавер-версии «Битлз», а на концертах все группы обязательно исполняли сегмент, также состоявший из забойных кавер-версий. Петь свои песни не разрешалось, потому что каждая песня заносилась в программу-рапортичку, за каждый факт исполнения которой автору текста и музыки, обязательно бывшему и членом Союза композиторов, перечислялся гонорар. В случае с иностранными авторами и исполнителями этого было делать не нужно. Группы, которые это не устраивало, предпочитали считаться самодеятельными, однако это лишало возможности выпускать официальные пластинки. Возможности для концертов это не всегда ограничивало — если группа была прикреплённой к отдельному вузу или факультету, это давало возможность выступать на сцене.
В 1970 и 1971 годах проходил первый Всесоюзный фестиваль «Серебряные струны». В 1971-72 годы организация «Поп-федерация» занималась подпольными рок-концертами. Самым известным местом выступления рок-групп 1970-х в Москве стал Дом культуры «Энергетик» МЭИ, в котором на одном из концертов вынесли чугунные ворота и вызывали конную милицию для наведения порядка, в то время как хиппи подкармливали лошадей сахаром, «случайно завалявшимся в карманах». В этот период в основном распространялись не альбомные, а концертные записи, которые переписывались как самиздат от одного владельца магнитофона — к другому.
Для московской рок-музыки 1970-х годов было абсолютно нетипичным такое явление ленинградского рока, как квартирник, широко распространившийся в 1980-е годы. В Москве, помимо уже упомянутых групп «Рубиновая атака», «Удачное приобретение», «Машина Времени», также хорошо были известны «Високосное лето» (записавшие один из редких для 1970-х магнитоальбомов), «Автограф», «Воскресение». Рок-группы Ленинграда 1970-х, такие как «Мифы», «Россияне», «Санкт-Петербург», тоже выступали на сцене исключительно в электрическом варианте. Для рок-музыки того времени, требовавшей драйва, выступление в акустическом варианте было бессмысленно. В соответствии с велением времени и доминированием стилей арт-рок, хард-рок и прогрессив-рок группы 1970-х имели соответствующее звучание: это и были уже упомянутые «Мифы», «Россияне», «Рубиновая атака», «Удачное приобретение», «Високосное лето» (в чём можно убедиться в отношение последних двух по сохранившимся записям — «Удачное приобретение Live’74» и альбом группы «Високосное лето» «Лавка чудес» (1978)). Скорее исключением являлся звук групп «Машина Времени», «Оловянные Солдатики», «Воскресенье», черпавших вдохновение непосредственно в стилях 1960-х годов, а потому игравших в более мягком и философском звучании. Это же относится и к ленинградской группе «Аквариум», вдохновлявшейся 1960-ми годами. К 1980-м годам в мировой музыке проявились менее тяжёлые стили — пост-панк, нью-вейв — что по свидетельству первого нью-вейв музыканта Василия Шумова (лидера группы «Центр», возникшей в 1980 году) приводило к размолвкам со стороны молодого поколения и представителей более старшей хард-роковой генерации. Начиная с 79-го года, появляются подпольные студии звукозаписи («АнТроп», студия Александра Гноевых и др.).
Среди первых официально изданных полноформатных рок-альбомов называют «Русские картинки» ВИА «Ариэль» (1977), «Гусляр» ВИА «Песняры» (1979). Некоторые советские композиторы рубежа 70-х — 80-х годов вполне легально работали в формате рок-оперы; наиболее известные произведения: «Орфей и Эвридика» (1975), «Звезда и смерть Хоакина Мурьеты» (1975), ««Юнона» и «Авось»» (1980).

### Начало 1980-х. Рок-клубы
К концу 1970-х — началу 1980-х в СССР сформировалось полноценное рок-движение, которое начало самоорганизовываться (хотя и не без помощи властей). Чтобы упорядочить стихийное движение, в 1981 году был открыт Ленинградский рок-клуб, первый рок-клуб в СССР. Благодаря рок-клубам у рок-групп впервые появилась возможность легально записываться и давать концерты, а у властей — держать рокеров под наблюдением. В 1980 году был проведён первый официальный рок-фестиваль «Тбилиси-80», лауреатами которого стали группы «Машина времени», «Магнетик бэнд», «Автограф» и «Интеграл».

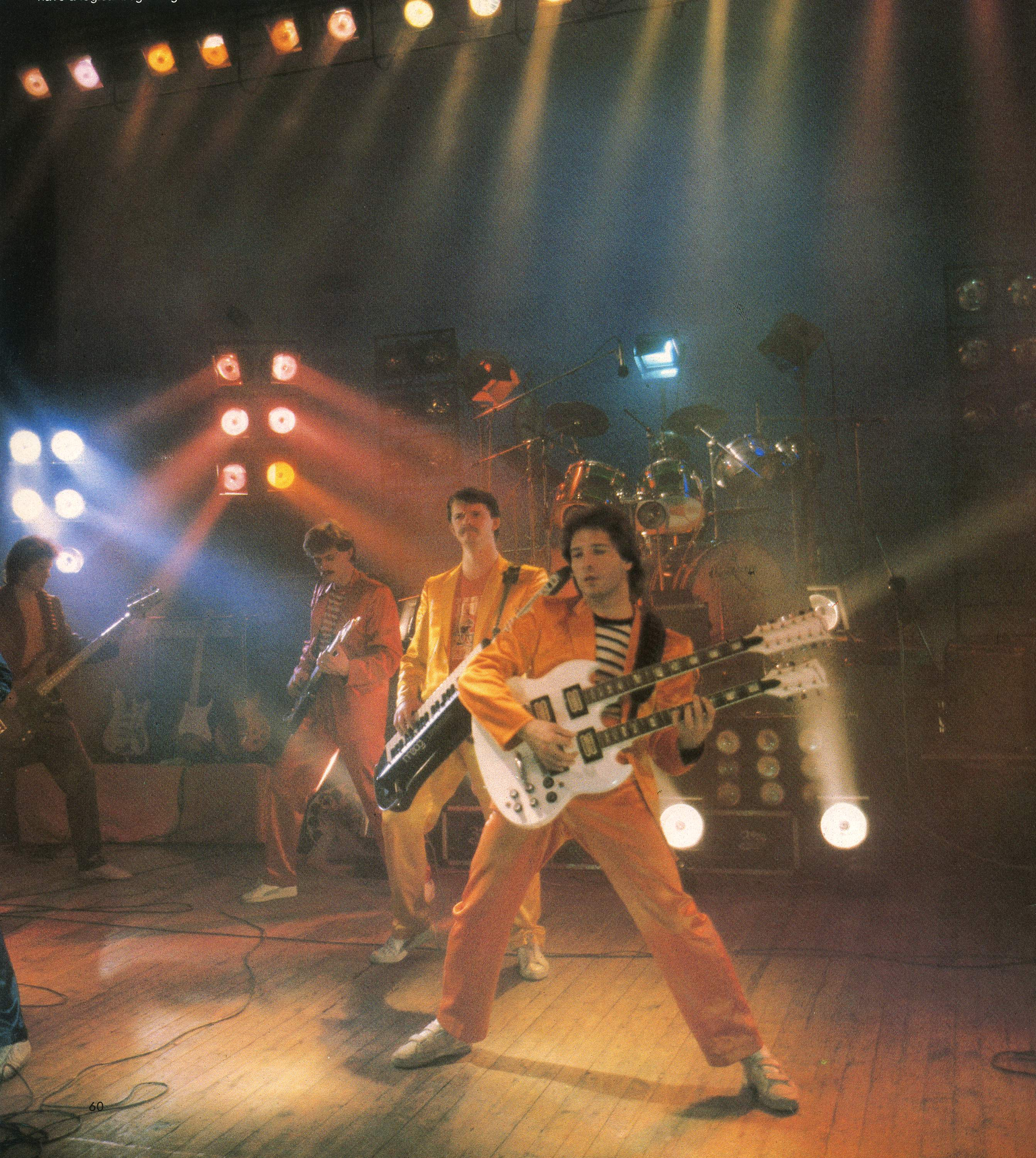
Группа «Земляне», фото журнала
«Soviet Life» (США) октябрь 1984

В конце 1970-х — начале 1980-х на большую сцену профессиональной советской эстрады смогло пробиться немало вчерашних самодеятельных рок-групп, заключивших трудовые соглашения и контракты с различными филармониями СССР, таких как «Земляне» (Кемеровская филармония, позднее Ленконцерт и Москонцерт), «Диалог» (Кемеровская филармония), «Автограф» (Москонцерт), «Круиз» (Тамбовская филармония), «Машина времени» (Москонцерт) и других.
Однако русский рок пережил очередной трудный период в 1983—1985 годах, когда по инициативе К. У. Черненко на самодеятельные группы начались гонения, а организация концертов без участия государственного монополиста была приравнена к незаконному частному предпринимательству (нетрудовым доходам) и грозила тюрьмой. Приказом Министерства культуры от 28 сентября 1984 года были запрещены «Альянс», «Гулливер», «Браво», «Примус», «Центр», «Зигзаг», «ДК», «Альфа», «Кросс», «Теннис», «Зона отдыха», «Аквариум», «Мануфактура», «Мифы», «Пикник», «Кино», «Карнавал», «Дилижанс», «Акцент», «Хрустальный шар», «Автоматические удовлетворители», «Люцифер», «ДДТ», «Метро», «Урфин Джюс» и другие группы. В этот период от подобных мер особенно пострадали московские группы: «Воскресение», «Браво», «Коррозия Металла»; их концерты прекращала милиция, а отдельные их участники даже побывали под арестом (в частности, Жанна Агузарова («Браво»), Алексей Романов («Воскресение»), Валерий Баринов («Трубный зов»). В 1984—1985 годах известными постановлениями ЦК КПСС и Минкульта о рок-группах, рок-жанр был вновь удалён из реестра Министерства Культуры. Были расформированы некоторые профессиональные ВИА[какие?] экспериментировавшие в рок-жанре, репертуар многих других исполнителей подвергся проверке, литовке и цензуре.
Только в 1985 году была открыта Московская рок-лаборатория, позволившая столичным группам легализовать свою деятельность. Некоторые группы получили доступ к радио- и телеэфиру благодаря программе «Музыкальный ринг» и радиопередаче «Хит-парад Александра Градского» радиостанции «Юность». А с началом перестройки и гласности в 1985 году у музыкантов появилась возможность выступать с концертами, не опасаясь уголовного преследования за предпринимательство и тунеядство. Эта «оттепель» дала толчок второй волне русского рока, особенно ленинградским группам в стиле «нью-вейв» — «Кино», «Алиса», «АукцЫон», «Оберманекен», «Странные игры» и др. Популярными становятся Наутилус Помпилиус, Аквариум, Зоопарк и Бригада С.
В городах СССР были созданы рок-клубы, сформировались известные рок-группы, появились люди, последовательно пишущие о рок-музыке (Александр Старцев, Артемий Троицкий, Александр Житинский), выпускаются локальные самиздатовские журналы «Рокси», «Зеркало», «Ухо», «Урлайт» и др. Организуются крупные рок-фестивали («Рок-панорама» — 1986—1987, «Литуаника» — 1985—1989, «Черноголовка», «Подольск» — 1987, «СыРок» — 1988—1992, «Московский международный фестиваль мира» — 1989, «Монстры рока СССР» — 1989—1990, «Рок чистой воды» — 1990—1992, международный «Монстры Рока» — 1991) и др. Прототипом русской рок-музыки 1980-х стала англо-американская рок-музыка, а именно, такие её направления как хард-рок, хеви-метал, «новая волна», а также панк-рок и частично постпанк.
Музыкальный критик Артемий Троицкий писал по поводу первых хард-роковых филармонических рок-групп СССР начала 1980-х годов:

Практикующим металлическим группам — «Круиз», «Группа Гуннара Грапса» и «Земляне» — удалось замечательно сплавить каноны хеви-метал и массовой эстрадной песни, что обеспечило им стабильное положение. Остальные существовали на грани (а иногда и за гранью) запрета…— (Из книги «Рок-музыка в СССР. Опыт популярной энциклопедии», 1990)
Многие песни классических русских рок-групп писались и иногда исполнялись под акустическую гитару как авторская песня. Это происходило в первую очередь на неофициальных концертах и «квартирниках». Таким образом, многие коллективы 1980-х были, в некотором смысле, группой сопровождения поэта-песенника. Часто группы формировались вокруг такого автора текстов (а иногда и музыки), который обычно считался «лидером» и, так же как и группа, становился широко известен.

#### Региональные сцены
Несмотря на то, что увлечение рок-музыкой в СССР было повсеместным, к концу 1980-х оформился ряд центров советского рок-движения, заметно отличавшихся друг от друга как по стилю, так и по организационным особенностям. Прежде всего выделяются три крупнейших центра русского рока — Ленинград (Санкт-Петербург), Москва и Свердловск (Екатеринбург).
Ленинград (Санкт-Петербург)

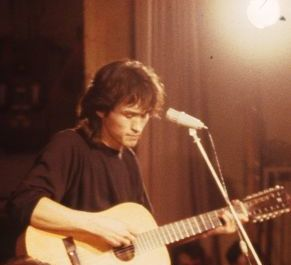
Виктор Цой, лидер группы «Кино» — одной из самых популярных советских рок-групп 1980-х

В 1981 году в Ленинграде был образован Ленинградский рок-клуб. В разные годы членами рок-клуба являлись такие группы, как «Пикник» (Эдмунд Шклярский), «Зоопарк» (Майк Науменко), «Секрет» (Максим Леонидов, Николай Фоменко), «Мифы» (Геннадий Барихновский), «Санкт-Петербург» (Владимир Рекшан), «НОМ» (Андрей и Сергей Кагадеевы), «Автоматические удовлетворители» (Андрей «Свин» Панов), «Объект насмешек» (Александр «Рикошет» Аксёнов), «Бригадный подряд» (Николай Михайлов), «Кофе» (Игорь Копылов, Эдуард Нестеренко). Широкой известности добились группы «Аквариум» (Борис Гребенщиков), «Кино» (Виктор Цой), «Алиса» (Константин Кинчев), «АукцЫон» (Леонид Фёдоров) и «ДДТ» (Юрий Шевчук). Среди прочих значительных коллективов были «Телевизор» (Михаил Борзыкин), «Оберманекен» (Анжей Захарищев фон Брауш), «Ноль» (Фёдор Чистяков), а также рок-бард Александр Башлачёв. Ленинградский рок представлял собой хорошо организованное сообщество, центром которого был рок-клуб, большинство активных членов которого хорошо знали друг друга. Особую роль в клубе играли Андрей Тропилло, создавший фактически первую в СССР частную студию звукозаписи, и Борис Гребенщиков, являвшийся центральной фигурой питерской рок-тусовки. Музыка большинства групп, как правило, представляла собой аранжировки песен в акустическом исполнении, что позволяло без особых проблем исполнять их на «квартирниках» и приближало питерские группы к «традиционному» року 1960-х. В то же время для ленинградской рок-тусовки был характерен большой интерес к другим видам искусства — литературе, театру и кинематографу. Встречались и металлические группы: «Август», «Фронт», «Союз», «Скорая помощь».
Москва

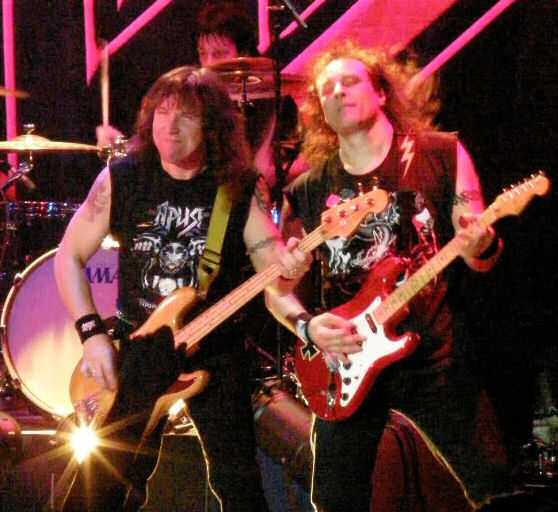
Группа «Ария», одни из пионеров жанра хеви-метал в СССР

В 1985 году в Москве была создана «рок-лаборатория» при Доме Культуры им. Горбунова. Наиболее известные московские группы того периода: «Машина времени» (Андрей Макаревич), «Воскресение» (Алексей Романов), «Карнавал» (Александр Барыкин), «Мозаика» (Вячеслав Малежик), «Звуки Му» (Пётр Мамонов), «Вежливый отказ» (Роман Суслов), «Бригада С» (Гарик Сукачёв), «Ва-БанкЪ» (Александр Ф. Скляр), «Небо и земля» (Владимир Сигачёв), «Крематорий» (Армен Григорян), «Браво» (Евгений Хавтан). В Московской рок-лаборатории также стали появляться первые электронные рок-группы, такие как «Центр» (Василий Шумов), «Ночной проспект», «Биоконструктор» и другие. Для столичной рок-музыки, особенно её первой волны, была характерна ранняя коммерциализация, что отчасти объясняло то, что «Горбушка» являлась скорее центром неформальной рок-культуры, нежели некой стержневой организацией для музыкантов. В большинстве своём московские рок-группы существовали сами по себе и формировали свой собственный, ни на что не похожий стиль, как правило, отличавшейся подчёркнутой несерьёзностью и снисходительным отношением к реальности. Эти качества достигли расцвета в 1990-е годы и способствовали популярности таких групп, как «Тайм-Аут», «Несчастный случай», «Манго-Манго», «Ногу свело!», «Бахыт-Компот» и др. Помимо групп, исполнявших «классический» рок, в 1980-е годы в Москве появился ряд коллективов, играющих «хеви-метал»: «Ария», «Мастер», «Чёрный кофе» (Дмитрий Варшавский), «Круиз» (Валерий Гаина), «Чёрный обелиск» (Анатолий Крупнов) и «Коррозия Металла» (Сергей «Паук» Троицкий). Также заметную роль в истории русского рока играет группа «Умка и Броневик», ставшая фольклором среди советских хиппи.
Урал и Свердловск (Екатеринбург)

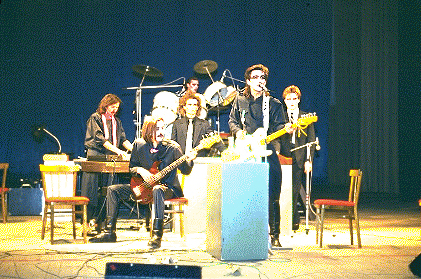
Группа «Наутилус Помпилиус»

Свердловская рок-тусовка была относительно узкой, и особую роль в ней играли поэты-песенники Илья и Евгений Кормильцевы. Уральский рок испытал сильное влияние зарубежных групп 1970-х годов (в том числе психоделического рока), большую роль играли клавишные, музыка не была предназначена для акустического исполнения, отличалась сложностью аранжировок. В 1986 году был основан Свердловский рок-клуб.
Известные группы из региона: «Урфин Джюс» (Александр Пантыкин), «Трек» (Настя Полева), «Отражение» (Сергей Кондаков), «Ассоциация» (полное название — «Ассоциация содействия возвращению заблудшей молодёжи на стезю добродетели», Алексей Могилевский), «Наутилус Помпилиус» (Вячеслав Бутусов), «Чайф» (Владимир Шахрин), «Настя» (Анастасия «Настя» Полева), «Агата Кристи» (Вадим и Глеб Самойловы), «Апрельский марш», «Группа Максима Ильина» (Максим Ильин).
Сибирь и Новосибирск
«Иван Кайф», «Гражданская оборона» (Егор Летов), «Калинов мост» (Дмитрий Ревякин), «Коридор» (Алексей Костюшкин), «Тёплая трасса», «9-й район», Янка Дягилева, «Пик Клаксон» (Евгений Лищенко, Олег Лищенко), «Кооператив ништяк», «Инструкция по выживанию», «Оргазм Нострадамуса», Ник Рок-н-Ролл. Периферийное и не имевшее единого центра сибирское рок-сообщество в 1980-е годы было представлено в основном направлением, которое его участники называли панк-роком. Советский сибирский панк-рок опирался не только на англо-американский панк-рок, но и на постпанк, гаражный рок, психоделию и даже частично на фолк-рок и представлял собой отдельное культурное явление, продолжавшее существование в андеграунде и в 1990-е годы и оказавшее большое влияние на молодёжную субкультуру.
Воронеж
В 1987 году открылся Воронежский городской рок-клуб. Здесь была образована рок-группа «Сектор Газа», первая в СССР рок-группа, игравшая хоррор с элементами славянской мистики, русского фолка и деревенской лирики с элементами западного панк-рока, хард-рока, рэп-рока и метала. Неформально стиль часто называют «колхозным роком» или «колхозным панком».
Киев
Наиболее известными рок-группами Киева во времена СССР были: «Вопли Видоплясова», «Коллежский асессор», «Раббота Хо», «Годзадва», «Иванов Даун». Самиздатовские журналы: «Гучномовець».
Харьков

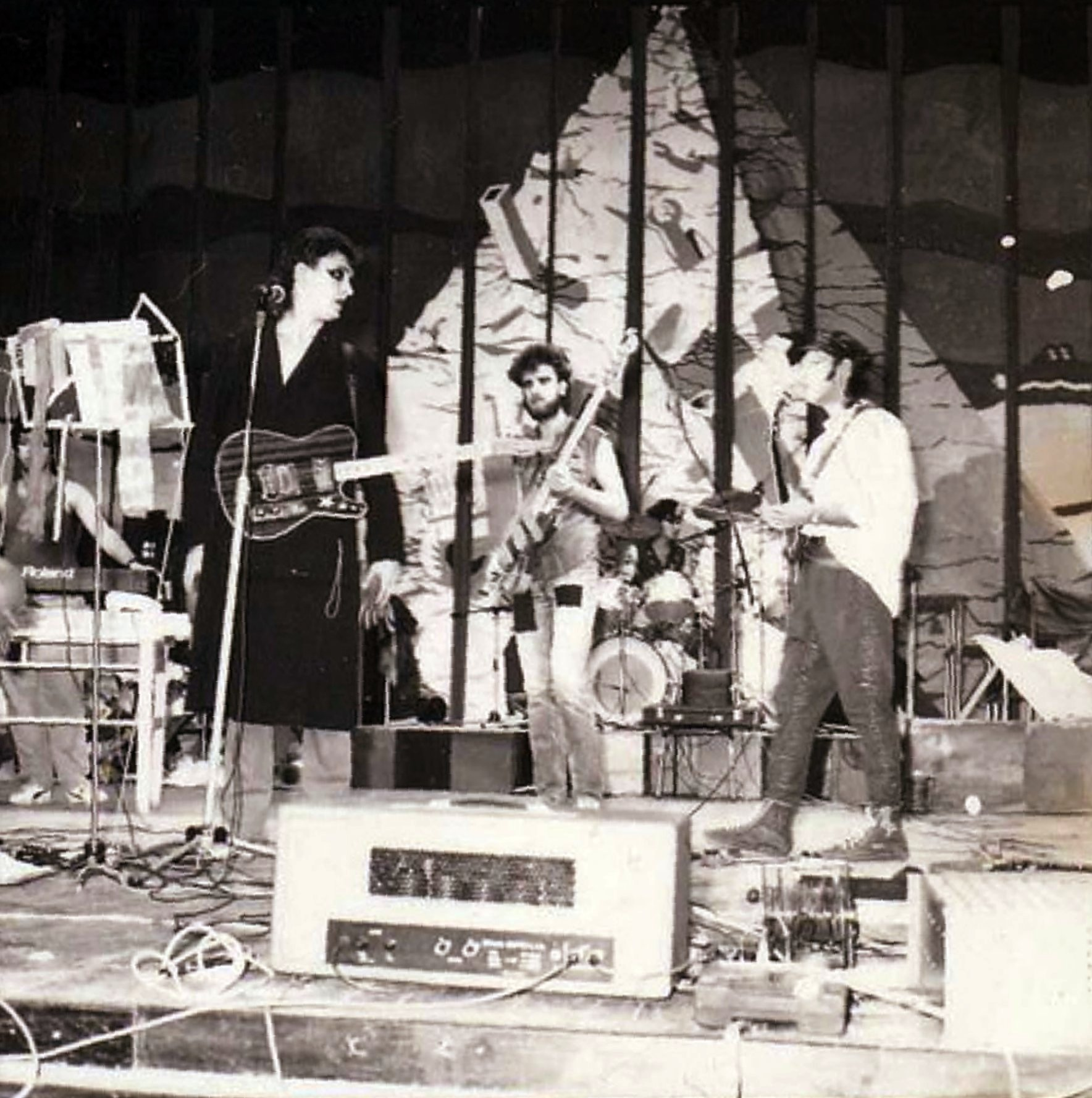
Группа «День и Вечер», фестиваль харьковского рок-клуба, 1987

Здесь с конца 1980-х проводятся рок-фестивали. Наиболее известная рок-группа из Харькова — «Разные люди» (Александр Чернецкий), в 1989—1994 годах вторым солистом и автором песен в которой был также Сергей Чиграков (Чиж). Определённой популярность в Харькове и сопредельных землях пользовались группы «Шок», «Утро», «Противовес», «Фабрика», «К.П.П.» (первоначально сокращённо — «КровьПролитПросвет», основана в 1988 году известным в украинских рок-н-ролльных кругах Сергеем «Сэром» Щелкановцевым). Некоторые харьковские рок-группы исполняли свои песни на украинском или английском (как рок-группа «Дождь») языках. Наиболее известным музыкальным критиком в харьковской рок-среде был Сергей Коротков. Развитию рок-среды города также способствовало «Радио-50» — возможно, первая частная радиостанция в СССР. Самиздатовские журналы: «Рок-Курьер», «Рок-н-рольная Харьковщина».
Ростов-на-Дону
В 1969 году на ростовском Левбердоне при большом скоплении молодёжи был проведён первый в СССР независимый open air рок-фестиваль. Участвовали ростовские группы «Утренняя Роса», «Неудачники», «Малыш и братья», «Корда».
Затем, наиболее заметные местные фестивали проводились с середины 1980-х, самым известным был «Закрытая зона» (ДК РИИЖТ, 1989). Наиболее известные группы: «Пекин Роу Роу», «Театр Менестрелей», «Там! Нет Ничего», «Геликоптер Блюз Бенд», «Площадь согласия» (Таганрог), «Чистая вода» (Аксай), «ЭЛЕН», «Зазеркалье», «Оникс» (Новочеркасск). Наиболее известными музыкальными критиками в ростовской рок-среде были Галина Пилипенко и Игорь Ваганов. Самиздатовские журналы: «Донской Бит», «ПНЧУ» («Приложение неизвестно к чему»), «Ура Бум-Бум!», «Рок-ОПО», «КРИК», «Палата».

#### «Красная волна»
В 1986 году в США вышел двойной альбом «Red Wave» («Красная волна») с записями ленинградских групп «Аквариум», «Странные игры», «Алиса» и «Кино», способствовавший развитию русского рока и интересу к советской рок-культуре за пределами СССР. Выпуск альбома стал возможен благодаря Джоанне Стингрей — американке, много бывавшей в СССР и активно интересовавшейся советским роком (была замужем за гитаристом группы «Кино» Юрием Каспаряном).
По одному экземпляру Стингрей послала тогдашним лидерам США и СССР, Рейгану и Горбачёву, с заявлением, что то, чего они не могут достичь на дипломатическом уровне, успешно получается у рок-музыкантов. После этого Министерство культуры дало распоряжение фирме «Мелодия» срочно выпустить пластинки русского рока, а советские рок-группы вскоре получили возможность давать концерты, записывать и выпускать альбомы в других странах, сотрудничать с зарубежными музыкантами. Группа «Кино» совершила в 1988—89 годах турне по Франции, Италии и Дании, «Звуки Му» выпустили в Великобритании альбом «Zvuki mu» (продюсер: Брайан Ино) и ездили в турне по Англии и США, группа «Круиз» выпустила в Германии альбом «Кruiz» и также гастролировала по Европе. Лидер «Аквариума» Борис Гребенщиков записал в США англоязычный альбом «Radio Silence» совместно с Дэйвом Стюартом (Eurythmics) при участии Энни Леннокс (Eurythmics) и Крисси Хайнд (The Pretenders).

### Конец 1980-х — начало 1990-х. Выход из андеграунда
Конец 1980-х ознаменовался окончательным выходом русского рока из подполья. Были сняты несколько фильмов, ставших культурными символами перестройки: «Взломщик» (1986) с Константином Кинчевым, «Игла» (1988) с Виктором Цоем, «Асса» (1987) с «Аквариумом» и другими, «Такси-блюз» (1989) с Петром Мамоновым, а также короткометражка «Йя-хха» с участием вышеперечисленных рок-музыкантов.

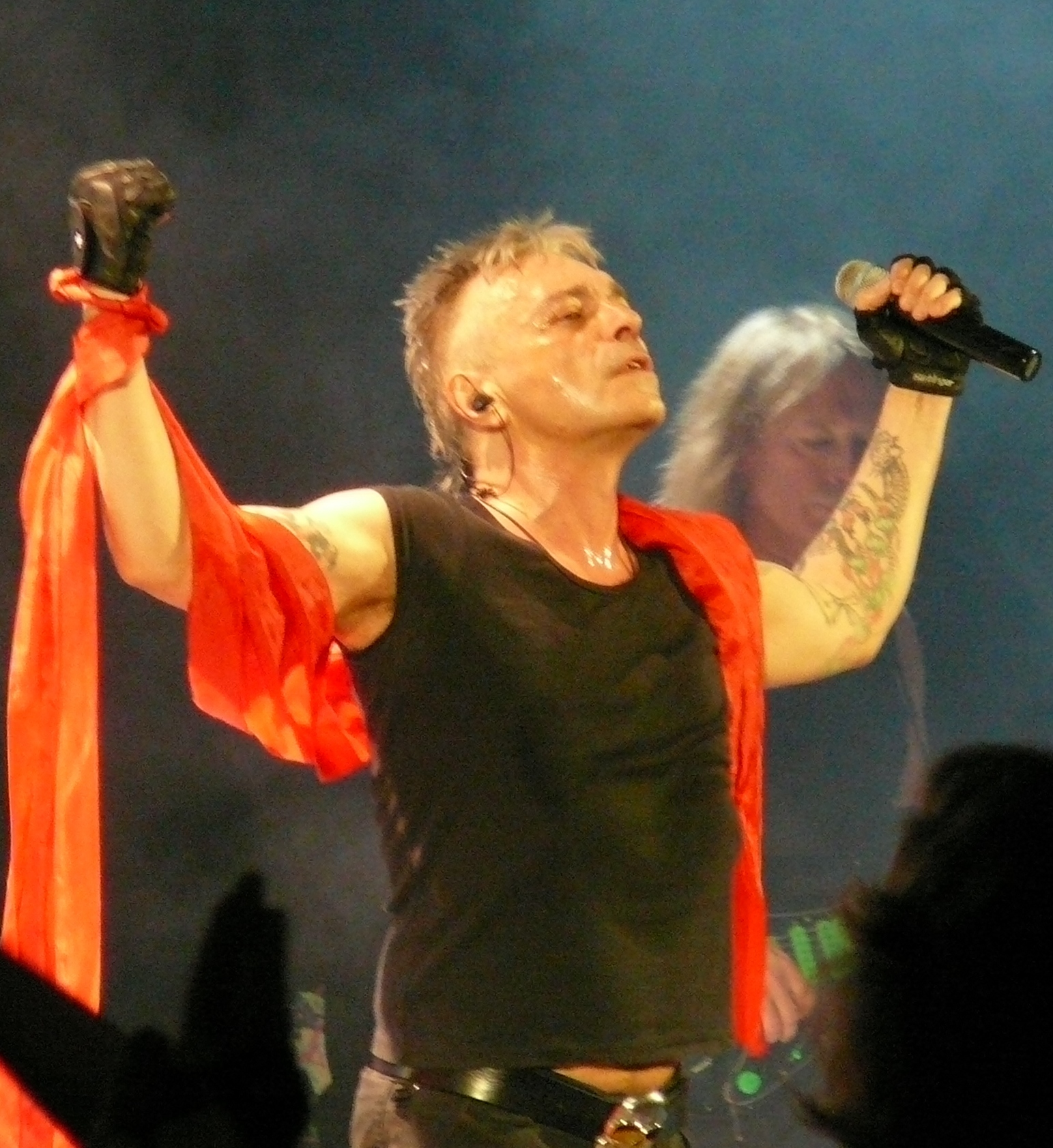
Константин Кинчев из группы «Алиса». С 1990-х многие его песни посвящены темам христианства и пан-славизма

С этого периода стали появляться многочисленные новые группы, дорога которых к зрительской аудитории была теперь открыта. В России услышали о группе «Агата Кристи», игравшей психоделический постпанк с элементами готик-рока. Появились такие проекты, как «Смысловые галлюцинации», «Ва-БанкЪ», «Ноль», «Ногу свело!» и другие.
Также в конце 1980-х годов начал развиваться русскоязычный христианский рок. Вначале это были группы, состоящие только из протестантов. Наиболее яркие представители — «Трубный зов», «Новый Завет» и другие. Понятие «православный рок» впервые использовал Анатолий Вишняков («Галактическая Федерация»).
Как протестная субкультура русский рок потерял своё значение с конца 1980-х, когда после легализации рок-музыки она начала становиться частью нарождающегося российского шоу-бизнеса. Это привело к выделению из рок-среды ограниченного числа «звёздных» коллективов, способных собирать большие площадки. Интерес массового слушателя к остальным русским рок-исполнителям пошёл на спад, многие из них прекратили свою деятельность в связи со смертью своих основателей, отъездом за рубеж или нежеланием работать вместе. Так распались «Автограф», «Кино», «Наутилус Помпилиус», «Gorky Park», «Зоопарк», «Секрет», «Круиз», «Диалог», «Чёрный кофе».
Среди тридцати исполнителей, вошедших в первые пять выпусков серии «Легенды русского рока», активную деятельность к середине 2000-х годов вели лишь около половины.

### 1990-е — 2000-е. Новые жанры, фестивали, «Наше радио»

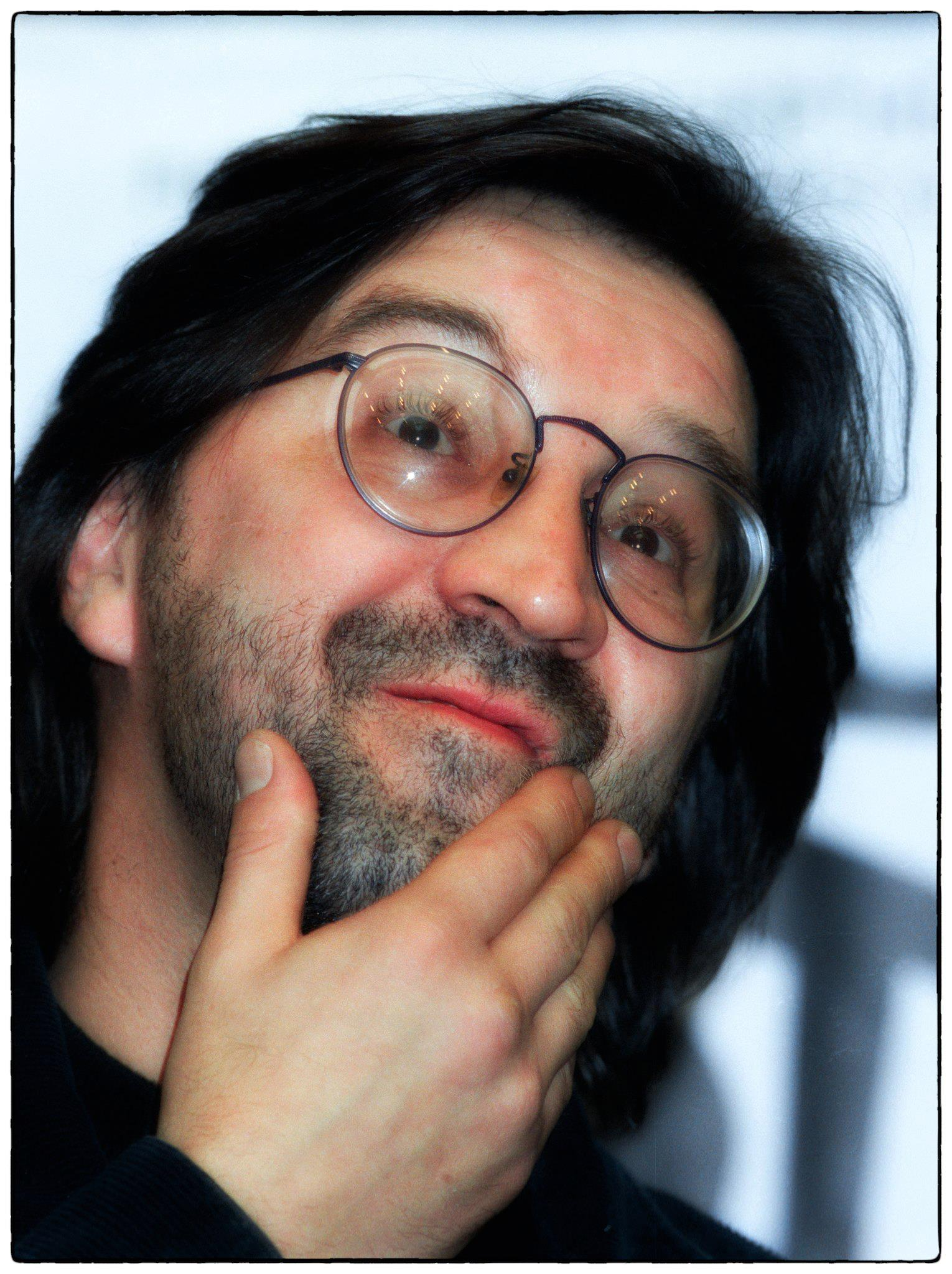
Юрий Шевчук, «ДДТ»

По своему звучанию русскоязычная рок-музыка к середине 1990-х приблизилась к тенденциям в мировой музыке, фактически влившись в её различные направления уже без того отставания, которое было неизбежным во времена железного занавеса. Музыку некоторых русскоязычных рок-групп 1990-х и 2000-х иногда характеризуют как «рокапопс», наиболее ярким представителем которого является основанная во Владивостоке группа «Мумий Тролль».
В 1990-х годах многие группы официально переиздавали старые альбомы, раньше выпущенные неофициально как самиздат. Фирма «Мороз Рекордс» выпустила большую серию сборников под названием «Легенды русского рока», в которой вышли ретроспективные сборные альбомы большинства известных советских рок-групп и музыкантов.
Средства массовой коммуникации стали играть большую роль в развитии рок-музыки. Хотя большинство телеканалов и радиостанций почти игнорировало современные русские рок-группы, в 1990-х и 2000-х появились СМИ, специализирующиеся именно на этой музыке — «Наше радио», телеканал «О2ТВ», «Радио Максимум», журнал «Fuzz» и другие. Радиостанции и другие спонсоры организуют фестивали: с 1995 года проводится «Максидром», а с 1999 — «Нашествие», вскоре ставшее крупнейшим фестивалем русского рока.

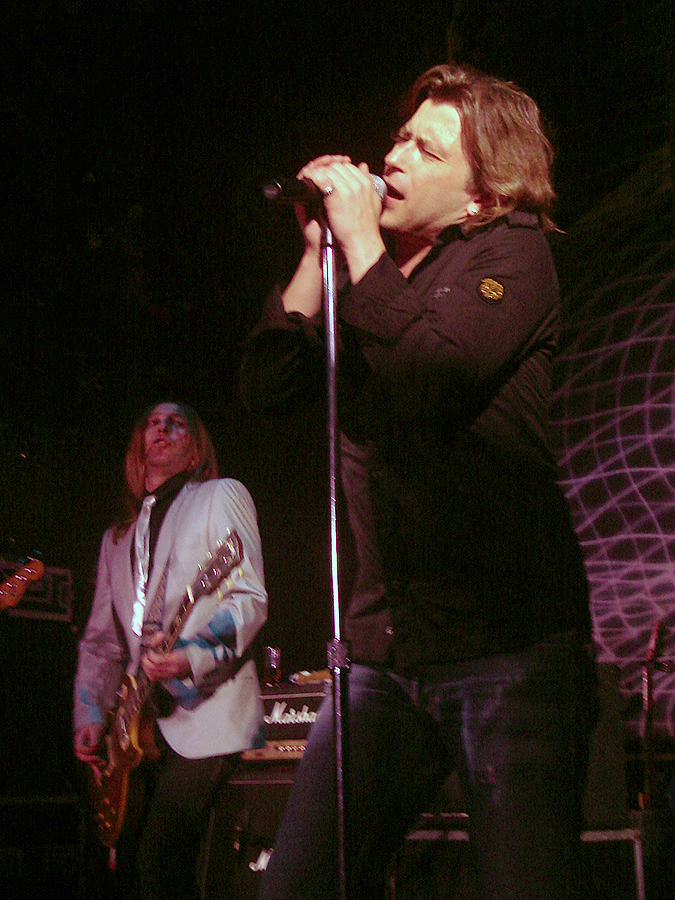
Группа «Би-2» стала популярна в 2000-е

В российской рок-музыке продолжилось развитие жанров, популярных за рубежом. Появилось большое количество коллективов, исполняющих панк и гранж («Король и Шут», «Пилот», «Наив», «Тараканы!», «Lumen», «7раса», «Небо Здесь») и брит-поп («Мумий Тролль», «Би-2», «Сплин», «Земфира», «Маша и Медведи»). «Тяжёлая» сцена расширилась с появлением исполнителей пауэр- и симфо-метала («Эпидемия», «Catharsis», «Арда», «Харизма», «Ольви», «Mechanical Poet»). Особое развитие получил фолк-метал и паган-метал: такие группы как «Аркона», «Темнозорь», «Сварга», «Невидь», Alkonost, Butterfly Temple и десятки других сочиняли песни, основанные на смешении металла с русской народной музыкой и с текстами о славянском неоязычестве или славянском фэнтези. «Аркона» и «Темнозорь» даже добились известности за пределами России.
В середине 1990-х появился русский альтернативный рок. Изначально это был готик-рок (в духе The Cure), а затем — нойз-рок и гранж (в духе Sonic Youth), которые быстро «въелись» в культуру как русского рока, так и хип-хопа. Серьёзный толчок в сторону альтернативы сделали группы «Дубовый Гай» («Дельфин») в союзе с Alien Pat. Holman, «Химера», «Кирпичи», а также группа «Сектор Газа», где Юрий «Хой» Клинских использовал рэп-рок в 1990-х. В 2000-х появилась широкая альтернативная сцена, исполнители инди-рока, ню-метала, эмо, металкора — такие как «Amatory», «Jane Air», «Психея», «##### (5diez)», «Tracktor Bowling», «Grenouer», «СЛОТ», «Мои Ракеты Вверх», «Stigmata», «7000$», «Rashamba» и множество других. Телеканал «A-One» активно продвигал эту сцену, учредив премию «RAMP», но в 2011 году поменял руководство и переориентировался на рэп, а затем закрылся.
С 2000 года постепенно набирает обороты развитие русского блюзового и блюз-рокового направления в музыке. Особенностью его является сохранение традиций и привнесение русских особенностей в исполнительские тенденции. Важным элементом являются глубокие и порой философские тексты. Явлением в русском блюзе стали такие группы как «Peter Pan the Band», «Юкон», «Дорога на Миссисипи», «Блюз Анклав», «Бабушкины сказки», «Моральный кодекс».
Фолк-рок получил новое развитие, сблизившись с одной стороны с менестрельской песней («Мельница», «The Dartz», «Theodor Bastard»), а с другой стороны — с так называемым скандинавским фолк-роком («Наследие вагантов», «Тролль гнёт ель», «White Owl», «Tintal»). Часть групп ориентировалась на фольклорные традиции народов России: «Ярос» (славянский фолк-рок), «H-Ural» (хантыйский электрофолк), «Буготак» (бурятский этно-рок), «Лунная Охота» (славянский обрядовый фолк) и др.
Группы с явным уклоном в готику, такие как «Пикник», «Агата Кристи» и «Телевизор», существовали ещё в конце 80-х. Но после 2000 года «тёмная сцена» обрела новое дыхание с появлением ряда групп в жанре дарквейв (Otto Dix, Roman Rain, Stillife) и готик-метал (Forgive-Me-Not, Luna Aeterna). В 2010 году «Агата Кристи» распалась и образовалась группа Глеба Самойлова The Matrixx.
С середины двухтысячных годов протестная тематика снова зазвучала в русском роке. Самые известные группы, достигшие определённого коммерческого успеха в протестной тематике: Элизиум, Порнофильмы, Louna, «Lumen». Но политический и философский уклон песен набирал обороты и с 2008 года начинает появляться целый пласт групп, играющих в этой тематике, такие как РабФак, «Весёлый Роджер», «Icecreamoff», «Adaen», «Де-факто» и другие. Политически протестными текстами прославился исполнитель рэп-рока Noize MC.
С 2009 по 2013 год под Самарой проводился международный фестиваль «Рок над Волгой».

### 2010-е и 2020-е. «Новая русская волна». Запреты и «иноагенты»

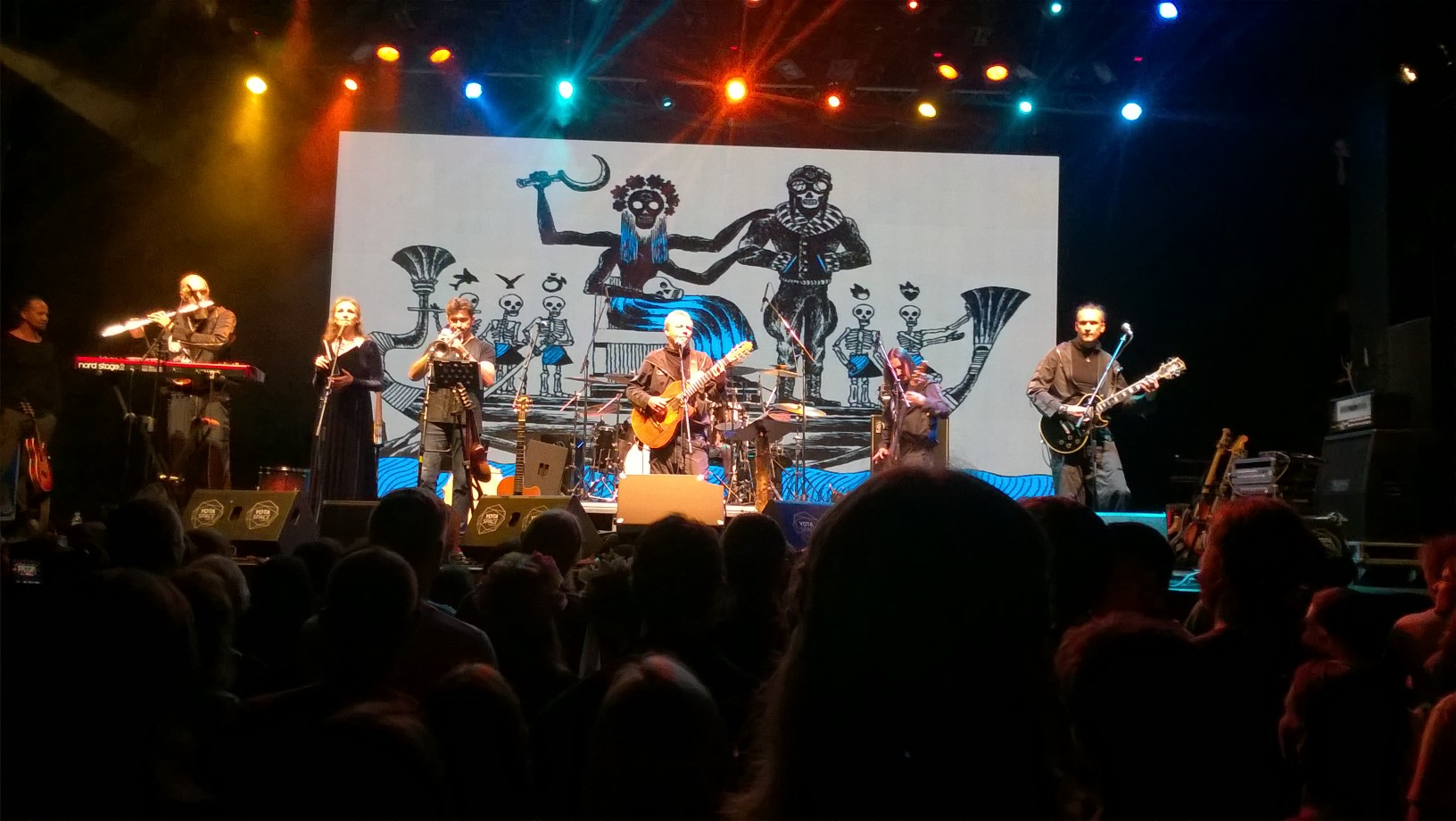
Сергей Калугин и арт-рок-группа «Оргия Праведников» обрели популярность в конце 2000-х и 2010-е

В 2010-х годах набрали популярность инди-стили, а также произошло частичное возвращение интереса к отечественной «новой волне»; ряд групп эпохи 80-х возобновили свою творческую деятельность. Музыкальные журналисты в этот период часто говорят о «новой русской волне», к которой относят такие группы как «Пасош», «Буерак», Ploho, Motorama, «Краснознамённая дивизия имени моей бабушки», Sonic Death, Padla Bear Outfit, Арсений Креститель, белорусские «Петля Пристрастия» и «Молчат дома». Большинство этих групп исполняет пост-панк или инди-рок, зачастую в эстетике Lo-Fi. Значимым фестивалем для «новой русской волны» стал «Боль», важной площадкой движения считался клуб «Ионотека». Как отмечал лидер «Пасоша» Петар Мартич, новая русская волна — «это не группы, это интерес, который они вызывают».
Вместе с тем, критики, в частности тот же Артемий Троицкий, отмечают, что при всём обилии новых групп русский рок как единое явление в 2010-е пережил кризис, связанный с потерей идентичности. Молодые группы начали ориентироваться главным образом на западную моду, чаще исполнять песни на английском, смешивать рок с другими жанрами (электронной музыкой, рэпом). Отмечают также, что в 2010-е русский рок потерял популярность у молодёжи, утратил роль «голоса поколения» и был во многом вытеснен русским рэпом.
В конце 2010-х — начале 2020-х один за другим прекратили проводиться популярные рок-фестивали: «Нашествие», «Максидром», Пикник «Афиши», Park Live Festival, «Kubana», «Рок над Волгой», «Окна открой!», «Владимирский тяжеловоз». Для многих из них причиной отмены стали пандемия коронавируса, последовавшее сразу за этим нападение России на Украину и вызванный этим экономический кризис. Часть фестивалей прекращена временно, возрождения других не планируется.
В 2022 году, после начала полномасштабной агрессии против Украины, преследования за антивоенные высказывания и запрета концертов, Россию были вынуждены покинуть и прекратить выступления в ней многие известные музыканты и целые коллективы, в том числе «Аквариум», «Машина времени», «ДДТ», «Би-2», «Ногу свело!», и другие. Некоторым из них (например Макаревич, Гребенщиков, Земфира, Покровский, Лёва Би-2), российские власти присвоили статус так называемых «иностранных агентов» за их протестные высказывания; их песни оказались де-факто под запретом на радио. Концерты других исполнителей, не поддержавших российские военные действия, например «Сплин», «Мумий Тролль», «Ночные снайперы», «Наив», в России массово отменялись. Подобным преследованиям в этот период подверглись и многие исполнители русского рэпа.

## Русский рок за пределами России
Иногда к русскому року относят себя некоторые русскоязычные группы за пределами России, а также различные группы в странах бывшего СССР, на которые оказал влияние русский рок. Например, такие рок-группы, как «Адаптация», которые, несмотря на нахождение в Казахстане (Алма-Ата и Актюбинск), имеют полное право называться русским роком. То же касается белорусской группы «Красные Звёзды», стилистически сближающейся с сибирской волной русского рока.

### Рок-группы Украины
На Украине рок развивался со времён СССР. Русский рок представлен в творчестве музыкантов Украины достаточно ярко. В частности, это группы «5’Nizza», «ТОЛ», «Marvel», «Дороги меняют цвет». С русскоязычных песен начинала свой путь группа «Кому вниз» (альбом «Падая вверх»), отдельные русскоязычные песни есть у группы «Вопли Видоплясова».

### Русский рок в Финляндии
- Folkswagen
- «Курск»
- Princessa Avenue

## Особенности

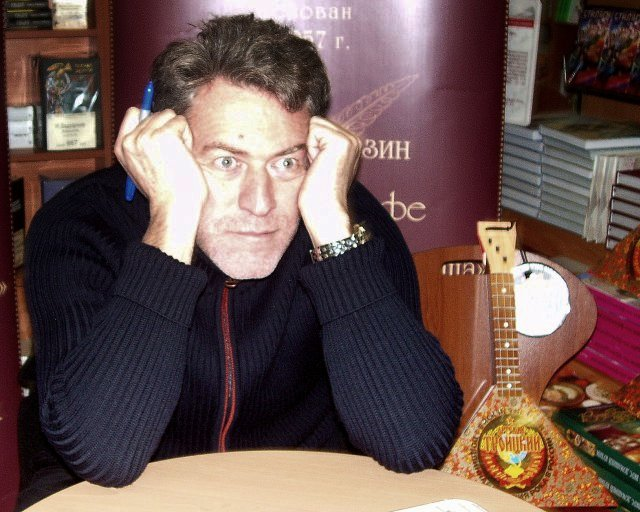
Артемий Троицкий — музыкальный критик, знаток русского рока

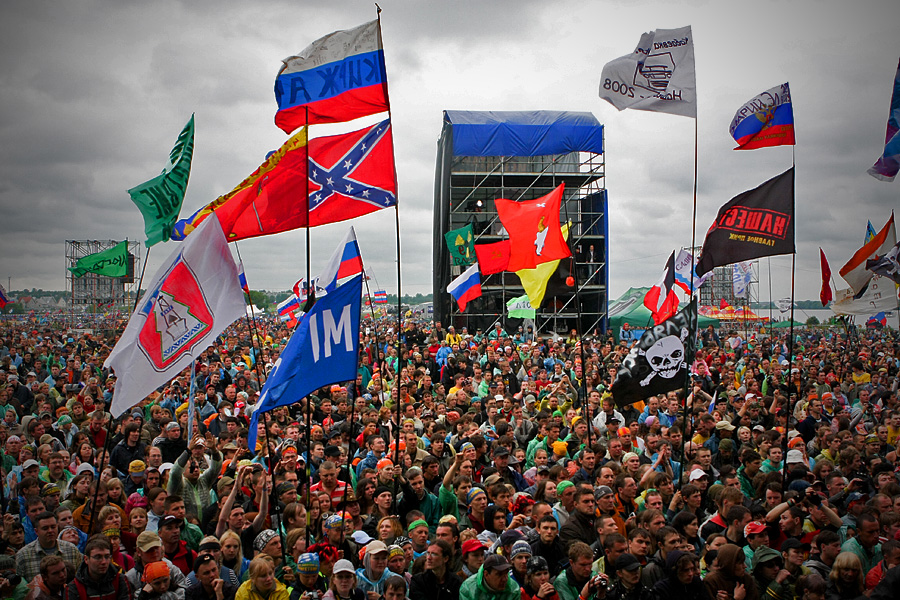
Рок-фестиваль «Нашествие» проводился с 1999 по 2019 годы, количество посетителей доходило до 200 тысяч человек

Хотя в русском роке существуют все те же жанры и стили, что и в мировом, у него есть и свои национальные особенности, связанные с использованием русского мелоса. Кроме того, русский рок делает акцент на поэзию и подачу текста. Иногда «русский рок» рассматривают как отдельный жанр в музыке или в поэзии, либо разделяют его на два направления: западническое, следующее в ключе мировых жанров и модных тенденций, и уникально русское, наследующее традициям авторской песни. С момента возникновения русский рок почти всегда был пацифистским, такие группы как «Аквариум», «Наутилус Помпилиус», «Кино», Lumen, «ДДТ», записали ряд антивоенных песен. Это связано с философией хиппи и гуманистическим посылом отечественной литературы (Толстой, Чехов, Платонов, Шаламов, Бродский).
Историк Илья Смирнов в 1988 году выделял демократичность русского рока, характеризующуюся его независимыми средствами тиражирования (самиздат, концертная деятельность, рок-пресса и т. д.) и его неприятием реакционерами. В контексте молодёжной культуры он характеризовал русский рок не молодёжным направлением, но естественным продолжением культурной традиции советского народа.
Артемий Троицкий подчеркнул: существует мнение о том, что русский рок сильно политизирован. Это верно лишь отчасти. В советское время один факт, что музыкант играл рок, то есть идеологически сомнительную музыку, если не вредоносную, можно было воспринимать как политическое заявление. Во многих рок-песнях речь шла об одиночестве, отчуждении, пьянстве, сексе, лицемерии — а это была почти антисоветчина, недостойная молодых строителей коммунизма. Однако нужно констатировать: прямых обличительных политических песен — про КГБ, КПСС, Ленина-Сталина-Брежнева, войну в Афганистане — в классическом русском роке 1970—1980-х годов не было. Перестроечные хиты «Скованные одной цепью» на стихи Ильи Кормильцева и «Твой папа — фашист» Михаила Борзыкина — максимум рок-политизированности тех времён. По мнению того же Троицкого, в 2000-е и 2010-е рок в России, за редким исключением, перестал быть политическим и общественным, превратился просто в музыку, зачастую созданную с ориентацией на западную моду и на английском, а потому утратил функцию «голоса поколения». Андрей Кагадеев заметил, что перестали выходить резонансные песни, такие как «Поезд в огне» Бориса Гребенщикова и «Перемен!» Виктора Цоя, которые могли направить всю страну.
Дмитрий Быков считает, что русский рок — явление пограничное: это и высшая точка развития советской культуры, и начало её вырождения, упрощения и деградации. При всей его поэтичности и виртуозности, он выражал именно усталость от сложности советского пространства и жажду простоты. Как в сказке «Attalea princeps» Всеволода Гаршина: когда пальма пробивает теплицу, она погибает. Во всём русском роке слышен звон бьющегося стекла. То есть, он жил только тогда, когда имел проблемы с цензурой, выездом за границу и денежным обеспечением, а получив свободу, быстро умер. Впрочем, как известно, с одной стороны — высказывание «рок-н-ролл мёртв», явно носит интернациональный характер, а с другой — и во второй половине 2010-х наиболее известные российские рок-группы («Алиса», «ДДТ», «Сплин», и пр.) продолжают собирать на концертах тысячи и десятки тысяч человек, а рок-фестивали — до нескольких сот тысяч («Нашествие», «Рок над Волгой»). Рок-композиции (как новые, так и хорошо известные старые) в Интернете набирают миллионы прослушиваний и просмотров.
Александр Липницкий полагал: на 50 % это было музыкальное явление, а на остальные — социально-политическое. В силу нежелания принимать развитие мировой культуры, советские власти преследовали современную музыку, не давали молодёжи жить своей жизнью. Появление протестной музыкальной культуры было предопределено. В результате распада СССР произошло духовное обнищание рок-музыки, она перестала быть актуальной. Поскольку нет потребности в роке, то популярными стали шансон, гаджеты и сериалы.
Александр Градский неоднократно заявлял, что русского рока как явления «не случилось», делая акцент на низком профессиональном уровне исполнителей и проводя параллели с «блатняком». Константин Никольский в 2009 году сказал, что не может оценить это, «поскольку русского рока больше нет». Андрей Макаревич уверен, что из-за изолированности русский рок «достаточно уродлив и ущербен». Стас Намин полагает: то, что в России называется рок-музыкой, развивается по особым внутренним законам, не интернационально и понятно только там. В XXI веке рок не реагирует ни на политику, ни на социальную жизнь, ни даже на войну. Возможно, это трансформация жанра в развлекательный поп. Рок-н-ролльный драйв перешёл к рэпу, которого действительно волнует, что происходит вокруг, заявляя об этом открытым текстом. Лучшие представители рока в России не очень нужны и проигрывают в популярности эстраде и авторской песне. По словам Юрия Лозы, в России всё идёт с большим опозданием. В 2024 году рок является одним из элементов общего музыкального наследия прошлого века. Он приравнивается к диско, джазу, новой волне, электронной музыке. Хотя элементы рока продолжают использоваться, и его слушают люди, которые делали это всю жизнь, наступила пора каверов. «Уже никто не обращает внимание на рокеров. Эпоха создателей ушла. Рок в основном базировался на том, что он использовал новую музыку. Люди постоянно что-то создавали. А сейчас пришло время пользователей. Они берут то, что было раньше, и перелопачивают».

## Русский рок в кино

### Значение фильмов о русском роке
По мнению журналиста Сергея Шолохова, фильмы о русском роке помогают понять, можно ли считать контркультуру составной частью культуры:

О рок-культуре сейчас говорят очень много. Иногда берут этот термин в кавычки (как это делает, например, писатель А. Житинский). Иногда объявляют «нравственным СПИДом» (как это делает, например, писатель С. Михалков). Иногда отождествляют с масскультом. Последний соблазн очень велик: кое-кому кажется, что такое отождествление многое объясняет. Например, конфликт между «отцами» и «детьми». Если рок-культура равна масскультуре, то все понятно: водораздел между поколениями объясняется элементарной необразованностью «детей». Вот почему её кумиры — там, в недрах таинственной рок-культуры, где никому нет дела ни до романа А. Рыбакова «Дети Арбата», ни до фильма Т. Абуладзе «Покаяние». Да и вообще вопросы, владеющие умами нашей интеллигенции, им «до лампочки». «Детей» занимают другие проблемы, о существовании которых «отцы» даже не подозревают, хотя уже слышали краем уха и о Курехине, и о Гребенщикове, и о Кинчеве, и о группе «Кино». Нынешнее время вывело лидеров рока из подполья. Можно ли осуждать молодежь за то, что она избрала себе иных кумиров, чем хотелось бы старшему поколению? Конечно, нет. Но отождествление рок-культуры с масскультом, который все человеческие ценности превращает в единицы ритма, равнозначно приговору. И самой рок-культуре, и «детям».
Рок-культура, как и любая культура, подвержена влиянию масскульта, но отнюдь не равна ему. Удивительную способность многих наших интеллектуалов не замечать этого можно объяснить или незнанием, или нежеланием знать. Отсюда невольная подмена понятий: разговор о рок-культуре становится разговором о рок-музыке, как правило, негативным. А ведь она, музыка, всего лишь атрибут этой культуры. Рок-культура возникла не только вокруг гонимого рока (музыкального стиля), но и как консолидация молодежи вокруг определенных ценностей. Русский исповедальный рок, иногда ироничный, иногда безмерно агрессивный, но никогда не фальшивый (за фальшь здесь изгоняют из рядов: «Идите в ресторан, там пойте!»), искренний и свободный (сравните любую песню Кинчева, Гребенщикова или Макаревича с тем океаном фальши, который обрушивается на голову любителей нашей эстрадной песенной лирики), противопоставил себя не только духовной зажатости, скованности, скуке, но и благополучному мироощущению обывателей, и особенно — здесь и кроется причина ненависти многих «отцов» к року — тем «делателям культуры», кто насаждал это благополучное мироощущение.

Пусть многое в рок-культуре было беспомощно и наивно, но привлекало именно потому, что честно. И когда общество и пресса заговорили про период застоя, то самодеятельные рок-музыканты, которые всегда пели то, что думали, вдруг пришлись ко двору. Но недоверие, подозрительность по отношению к рок-культуре остались и, думается, ещё надолго.— ИНЫЕ ВРЕМЕНА - ИНЫЕ ПЕСНИ. Журнал «Искусство кино» 1989 г., Сергей Шолохов

…попытки некоторых кинематографистов отвести молодежи некую экологическую нишу с роком и прочими радостями «детства» (мол, чем бы дитя ни тешилось…) были весьма недальновидны. На них не стоит останавливаться. Более интересен вариант: «контркультура как составная часть культуры».
Классический пример того, как решалась эта задача, — телефильм режиссёра Ю.Колтуна «Переступить черту». На роли рассерженных молодых людей были приглашены музыканты из рок-группы «Алиса». В фильме они объединены в ансамбль «Бумажный змей». Его функция в фильме как пикантный десерт к ужину, на который герой фильма скульптор пригласил «нужных» людей. Последним нет дела ни до скульптуры, ни до музыки, им подавай экзотику. Эпатаж? Отлично! И мальчики-музыканты убегают разгневанными, потому что это не их аудитория, потому что именно против сытых направлен пафос их песен.
Соединяя в пространстве фильма невозможное в жизни (никогда реальная «Алиса» не будет петь ублюдкам из сферы торговли на чьей-нибудь даче), авторы выполняют свою «культурную миссию» и одновременно избавляются от собственных страхов перед «детьми», ставя естественный молодёжный протест в дурацкое, комичное положение. Вот чего стоит этот протест — как бы говорят они.
Идея хитрая, но ассимилировать рок-культуру таким образом оказалось невозможным. Схема «рок — потом преступление» стала трещать по всем швам.
Первые же обсуждения фильма «Взломщик» на молодёжной аудитории обнаружили, что «дети» отнеслись к фильму неоднозначно. В рок-среде поднялась буря. «Мы не крадем синтезаторов!», «Мы не уголовники!» — кричали рокеры. И хотя в фильме следы сценарной схемы еле различимы, а он сам, разумеется, не о краже синтезатора, но знаков привычной модели — неблагополучная семья — сын рок-музыкант — кража синтезатора — милиция — оказалось достаточно, чтобы в режиссёра градом полетели упреки. Но главный упрек был связан с образом Кинчева на экране. Молодежь хотела увидеть звезду не хуже, чем на обложке «Советского экрана», где Кинчев был изображен в своем броском сценическом облике. А увидели певца, лишенного атрибутов «звездности». Произошла своеобразная демифологизация Кинчева — для его поклонников. А их миллион как минимум…
Культура едина и неделима. За её пределами — царство кича, который может быть как молодёжным, так и традиционным (атрибуты меняются, суть остается).

Огородников вырвал своего героя из привычного рок-контекста, прилежно сочиняемого и «отцами», и «детьми». И показал его подлинное место в культуре.— ИНЫЕ ВРЕМЕНА - ИНЫЕ ПЕСНИ. Журнал «Искусство кино» 1989 г., Сергей Шолохов

### Документальные передачи
Об истории русского рока:
- «Йя-Хха» (1986)
- «Рок» А. Учителя (1987).
- «Сорок сроков Рока» (2005)
- «Живая история — Русский рок» (2008)
- «Как русский рок вышел из подполья: Гребенщиков, Шевчук, Кинчев и другие» (2019)[135]
- «Сон в красном тереме» — о свердловском рок-клубе.
- Аэростат (радиопрограмма)
- Программа «А»